# Maria Magdalena kapell

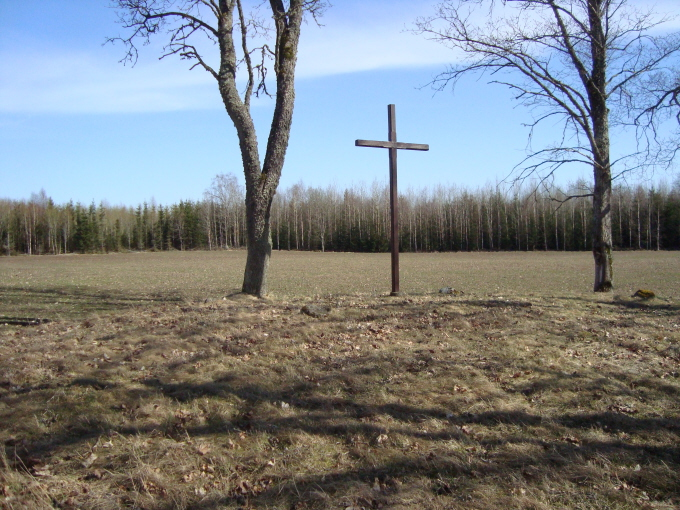
Maria Magdalena kapell, Skoftesta.

Maria Magdalena kapell (Skoftesta kapell) är en ruin av en medeltida gårdskyrka belägen vid Skoftesta i Kräcklinge socken sydväst om Örebro.
Kyrkoruinen undersöktes vid en arkeologisk utgrävning 1962–1963 då det visade sig att kyrkans murar var bevarade till sin hela utsträckning cirka 13 meter. Murarna daterades till 1100-talet. Kyrkans ursprungliga namn är okänt men benämndes på 1400-talet som ett kapell helgat åt Maria Magdalena. En friluftsgudstjänst hålls varje sommar vid ruinkullen. Området vårdas av Västernärkes Hembygdsförening och är klassat som fast fornlämning av riksantikvarieämbetet och är därmed skyddat av kulturmiljölagen.

## Historik
Första gången kyrkan dyker upp i skriftliga belägg är 1437. Biskop Olof i Strängnäs besöker Riseberga kloster och utfärdar i samband med det ett avlatsbrev för Kräcklinge församling. Man får syndaförlåtelse för 40 dagar om man läser en mässa i sockenkyrkan eller Maria Magdalena kapell. 1682 då kapellet definitivt försvunnit som byggnad bytte ägaren till Skoftesta G. Falkenberg till sig fastigheten kapellet av kyrkan. Kapellet är utmärkt på en karta från 1688 med ordet "kapell". På 1700-talet har gravar utanför kapellet påträffats.
1866 gav Nerikes Fornminnesförening Herman Hofberg anslag för en mindre undersökning av "ruinkullen". Medlen räckte bara till vissa provundersökningar, men Hofberg kunde fastställa kapellets form och storlek. Efter Hofbergs undersökning täcktes inte murarnas yttre liv över varför ägaren av Skoftesta gård 1901–1902 brutit loss sten från ruinen för att använda till en ny flygel på gården.

## Arkeologisk utgrävning
1962–1963 kom en utgrävning till stånd på initiativ av den lokala hembygdsföreningen, kyrkorådet och en rad privata personer. Fil. lic. Sune Zachrisson fick uppdraget att göra utgrävningen av ruinen.
Kyrkan hade byggts av kalk- och sandsten i skalmurteknik. Murarna var mellan 1,2 och 1,8 meter tjocka. Byggnaden hade kor, långhus och västertorn. Enda ingången till kyrkan var en sydportal. Tornets inre storlek var 2,6 x 2,6 meter. Långhusets inre mått var 6,0 x 6,88 meter. Koret var liksom tornet kvadratiskt med måtten 3,4 x 3,4 meter. Inne i kyrkan påträffades inga gravar. I tornet hittades ett mynt, en kungakrönt brakteat från början på 1200-talet.
Under 1300-talet eller början av 1400-talet har både koret och tornet rivits. Triumfbågeöppningen hade murats igen liksom sydportalen. Den enda ingången till det forna långhuset hade därefter utgjorts av den forna bågöppningen mellan f.d. tornet och långhuset. Kyrkan gjordes om till ett kapell till Maria Magdalenas ära. Detta sammanfaller med det livliga helgondyrkandet under senmedeltiden. Efter utgrävningen täcktes ruinen över och inga synliga rester av murarna finns kvar. Ett träkors är placerat på ruinkullen.